# Назайкин, Александр Николаевич
Алекса́ндр Никола́евич Наза́йкин (род. 11 мая 1962 года, Новосибирск) — российский рекламист, доктор филологических наук, профессор факультета журналистики МГУ им. Ломоносова, автор двух десятков книг и более 100 научных и практических статьей о рекламе, ведёт научно-образовательный проект — сайт «Узнай о рекламе больше».

## Биография
Окончил факультет журналистики МГУ.
За несколько лет (1989—1996) прошел все профессиональные ступени от сейлзмена рекламной службы газеты «Комсомольская правда», в то время одной из самых высокотиражных газет в мире, до директора по рекламе Группы «Сегодня» (издателя «Комсомольской правды» и др. газет).
С 1997 года консультант по рекламе.
С 2005 года преподает в Московском государственном университете, профессор кафедры теории и экономики СМИ факультета журналистики, ведет курсы «Основы медиапланирования», «Стратегия и тактика продаж рекламы в СМИ», «Как оценить эффективность рекламы».
Финалист конкурса «Epica» (Франция), победитель конкурсов «Golden drum» (Словения) и «Деловая книга» (Москва), а также конкурса научных работ МГУ им. М. В. Ломоносова.
Автор многочисленных публикаций о рекламе, книг и учебных пособий.

## Список произведений
Книги о копирайтинге:
- Назайкин А. Н. Эффективный рекламный текст в СМИ. — М.: Изд-во МГУ, 2011. — 480 с. — ISBN 978-5-211-06202-3
- Назайкин А. Н. Рекламный текст в современных СМИ. — М.: Эксмо, 2007. — 352 с. — ISBN 5-699-18344-2
- Назайкин А. Н. Иллюстрирование рекламы. — М.: Эксмо, 2005. — 320 с. — ISBN 5-699-05281-X
- Назайкин А. Н. Практика рекламного текста. — М.: Бератор-Пресс, 2003. —- 320 с. — ISBN 5-9531-0039-6

Книги о медиапланировании:
- Назайкин А. Н. Медиапланирование. — М.: Эксмо, 2010. — 400 с. — ISBN 978-5-699-37175-4
- Назайкин А. Н. Медиапланирование на 100 %. — М.: Альпина Бизнес Букс, 2005. — 460 с. — ISBN 978-5-9614-0529-3
- Назайкин А. Н. Эффективная реклама в прессе. — М.: Международный институт рекламы, 2001. — ISBN 5-94100-007-3

Книги о медиарилейшнз:
- Назайкин А. Н. Медиарилейшнз на 100 %. — М.: Альпина Бизнес Букс, 2010. — 412 с. — ISBN 978-5-9614-0960-4
- Назайкин А. Н. Как манипулировать журналистами. — М.: Дело, 2004. — 240 с. — ISBN 5-7749-0359-1

Книги о рекламном менеджменте:
- Назайкин А. Н. Рубричная реклама в прессе и Интернете (Classified Advertising). — М.: ГИПП, 2012. — 268 с. — ISBN 978-5-904571-21-4
- Назайкин А. Н. Рекламная деятельность газет и журналов. — М.: РИП-Холдинг, 2002. — 208 с. — ISBN 5-900045-30-7
- Назайкин А. Н. Рубричная реклама. — М.: РИП-Холдинг, 2002. — 208 с. — ISBN 5-900045-08-0
- Назайкин А. Н. Рекламная служба газеты. — М.: Комсомольская правда, 1996. — 192 с.

Книги о продажах рекламы:
- Назайкин А. Н. Справочник рекламного агента. — М.: Эксмо, 2008. — 416 с. — ISBN 978-5-699-22706-8
- Назайкин А. Н.. Эффективная продажа рекламы. — М.: Дело, 2002. — 296 с. — ISBN 5-7749-0155-6

Книги о рекламе недвижимости:
- Назайкин А. Н. Недвижимость. Как её рекламировать. — М.: Вершина, 2007. — 264 с. — ISBN 978-5-9626-0359-9
- Назайкин А. Н. Реклама недвижимости. Как продать дом, квартиру, офис, дачу с помощью рекламного объявления. — М.: Дело, 1998. — 127 с. — ISBN 5-7749-0116-5

Словари:
- Назайкин А. Н. Англо-русский словарь по рекламе. — М.: Вершина, 2005 г. — 272 с. — ISBN 5-9626-0070-3